# Kizzy Edgell
Kezia "Kizzy" Alice Edgell, född 15 augusti 2002 i Wandsworth, är en brittisk skådespelare. Edgell är mest känd för sin roll som Darcy Olsson i Netflix-serien Heartstopper (2022).

## Privatliv
Edgell identifierar sig som transmaskulin och queer och använder både hen och han som pronomen. 